# إلزه بينغ
إلزه بينغ (بالألمانية: Ilse Bing)‏ (و. 1899 – 1998 م) هي مصورة ألمانية، ولدت في فرانكفورت، توفيت في مانهاتن، عن عمر يناهز 99 عاماً.

## جوائز
حصلت على جوائز منها:
- جائزة إنجاز العمر للتجمع النسائي للفن [الإنجليزية]‏ (1990).